# George Friedrich von Wentzky und Petersheyde
George Friedrich von Wentzky und Petersheyde (geb. 21. September 1730 in Plohe, Kreis Strehlen; gest. 6. August 1790 in Glambach) war ein preußischer Landrat.

## Leben

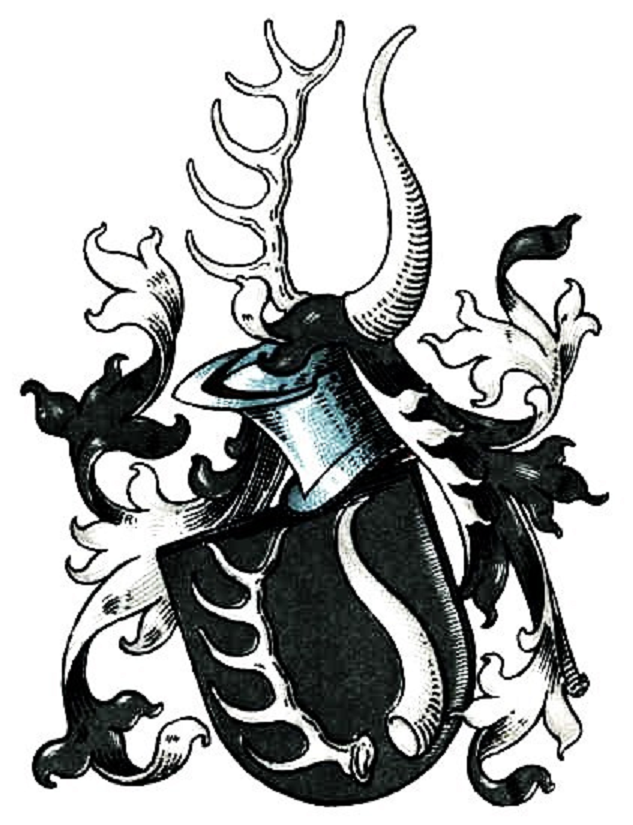
Stammwappen derer von Wentzky

George Friedrich von Wentzky und Petersheyde war Angehöriger des schlesischen Adelsgeschlechts von Wentzky und Petersheyde. Er war nach Hans Friedrich (* 1726) und Ernst Friedrich (1729–1791) der drittgeborene Sohn von Hans Ernst von Wentzky und Petersheyde und dessen Ehefrau Barbara Sophia (1694–1764), geb. von Prittwitz und Gaffron auf Gramschütz und Lankau. Nach anfänglichem Privatunterricht besuchte er ab 1748 das Seminar in Oels. Am 4. November 1750 immatrikulierte er sich an der Universität Halle für ein Studium der Rechte. Nachdem er 1754 wieder in die Heimat zurückgekehrt war, unterstützte er seinen Vater bei dessen Arbeit in der Landwirtschaft. Im Juli 1767 wurde er Nachfolger von Ernst Wilhelm von Eckwricht-Seyffersdorf als Landrat im Kreis Münsterberg. Während seiner Amtszeit in Münsterberg bis zum Jahr 1779, saß er auf Bärwalde. Amtsnachfolger im Kreis Münsterberg wurde Ernst Christian Gottlieb von Gaffron und Oberstradam. Noch 1779 übernahm er die Amtsgeschäfte von seinem Vater Hans Ernst von Wentzky und Petersheyde als Landrat im Kreis Strehlen. 1790 starb er als Erbherr auf Glambach. Amtsnachfolger als Landrat im Kreis Strehlen wurde Gabriel Ludwig Henckel von Donnersmarck.

## Persönliches
George Friedrich von Wentzky und Petersheyde war seit dem 24. Oktober 1764 mit Charlotte Florentine Elisabeth (* 10. Oktober 1745 zu Schlaufe; † 8. Januar 1784 zu Glambach), geb. von Retz, verheiratet. Ein Sohn aus dieser Ehe war Ernst Friedrich von Wentzky und Petersheyde (* 14. März 1767 zu Bärwalde; † 31. Januar 1852 ebenda).